# Ненасильственное сопротивление
Ненаси́льственное сопротивле́ние, или ненаси́льственная борьба́ — теория и практика достижения политических целей без применения насилия.
Ненасильственное сопротивление достигается путём гражданского неповиновения, забастовок, отказа от сотрудничества, бойкота, символических протестов и другим. Существуют исследования, показывающие, что эффективность мирных протестов превышает эффективность протестов с применением насилия (см. ниже ).
При исследовании протестов с 1950 по 2012 годы было показано, что в случае насильственных протестов вероятность перехода от автократии к демократии составляет 6 %, а ненасильственного — 57 %.
Теорию ненасильственного сопротивления впервые в общих чертах высказал Махатма Ганди, а систематизировал и научно обосновал — Джин Шарп.

## История
В XX веке ненасильственное сопротивление стало активно использоваться как в социально-политической борьбе, так и при гражданском (невоенном) сопротивлении иностранному агрессору (например, в случае оккупации Норвегии нацистской Германией в 1940 году).
В 2022 году после того, как российские войска оккупировали украинский город Херсон, местные жители прибегли к ненасильственному сопротивлению. В городе систематически проходили мирные митинги против российской оккупации. Российские войска в ответ применяли силу: приклады, свето-шумовые гранаты, слезоточивый газ и стрельбу по безоружным гражданам.

## Принципы
Ненасильственное сопротивление является противоположностью одновременно и пассивному приятию социальной несправедливости, угнетения, и вооружённой борьбе с ними. Как показывает исторический опыт, социально-политическая практика ненасильственного сопротивления получает развитие при наличии гражданского общества.
Особенность ненасильственного сопротивления и разрешения конфликтов заключается в том, что при этом делается попытка апеллировать к разуму и чувствам противостоящей стороны, заставить её признать правоту и моральное превосходство участников сопротивления. При противостоянии внешней агрессии предполагается, что применение ненасильственного сопротивления должно деморализовать солдат противника, заставить их усомниться в правоте действий своего государства.
Ненасильственная тактика позволяет вести такую борьбу, которая хотя и основывается на возмущении несправедливостью, насилием, не возбуждает, тем не менее, в борцах злобу и ненависть. В случаях внутринациональных конфликтов очевидно, что непримиримость, ненависть, сохранение взаимной отчуждённости не способствуют их решению, так как при любом исходе борьбы людям, представляющим противоборствующие стороны, предстоит жить вместе. Благодаря последовательному применению ненасилия в таких конфликтах сохраняется правопорядок и защищается человеческое достоинство.
Сторонники нормативного подхода к ненасилию настаивают на принципиальном характере ненасилия. Они убеждены в том, что в каждом случае ненасильственного сопротивления оно должно воодушевляться не только непосредственной целью, но и высокими помыслами, религиозными воззрениями, этическими принципами. Они полагают, что техника ненасильственной борьбы может быть реализована с наибольшей последовательностью, если люди исповедуют соответствующие принципы, а не просто выбирают наиболее эффективную тактику из возможных соображений благоразумия, практичности. Идеологами ненасильственной борьбы как выполнения религиозно-нравственного долга, связанного с духовным самосовершенствованием, были Махатма Ганди, лидер борьбы (сатьяграхи) против дискриминации индусов в Южной Африке, а затем борьбы против британского колониального господства в Индии, и Мартин Лютер Кинг, лидер Движения за гражданские права чернокожих в США. Сторонники такого подхода также озабочены тем, что ненасильственная борьба может применяться как эффективное средство для достижения и недостойных целей. Частные, эгоистические интересы, защищаемые средствами ненасильственной борьбы, способны разрушительно воздействовать на общественный организм, быть источником новой несправедливости.

## Теория
Впервые категорию «ненасильственного сопротивления» обосновал Махатма Ганди, которую он именовал как «сатьяграха». Идея ненасилия Ганди базируется не только на древнеиндийской культуре и религии, но на неё повлияли христианские традиции, нравственные искания Генри Торо, Ральфа Эмерсон, а также популярная в России конца XIX века теория «непротивления злу насилием» Льва Толстого. Роль Ганди заключалась прежде всего в том, что он впервые придал практике ненасилия геополитический масштаб. Все последующие движения, содержащие в себе идею ненасильственного сопротивления (борьба народов тропической Африки за независимость, борьба негритянского населения США под руководством Мартина Лютера Кинга за гражданские права и др.) отталкивались от индийского опыта «ненасильственной» борьбы и вдохновлялись им.
Считается, что первым систематизировал теорию ненасильственного сопротивления американский политолог Джин Шарп в книге 1973 г. «Политика ненасильственных действий». До Шарпа среди ученых было принято представлять власть в виде монолита, в котором власть удерживают находящиеся на высоких должностях. Шарп впервые представил власть как теорию согласия, когда те, кто занимает руководящие должности, обладают властью только в той мере, в какой им ее предоставляют подчиненные и подданные. Если власть правителя основана на молчаливом согласии или сотрудничестве подданных (включая функционеров, особенно полиции и военных), то все, что требуется для свержения правителя, — это прекратить сотрудничество. Предполагается, что Шарп сформулировал теорию согласия в попытках объяснить успех многочисленных ненасильственных форм борьбы, которые он изучал, не имеющих объяснения в рамках теории монолитной власти. Шарп и его последователи пошли по пути универсализации и инструментализации учения о ненасильственной борьбе, разработанной Ганди. Результатом их работы стало доведение идей ненасильственной борьбы до уровня технологии, то есть, конкретных практических методов, готовых к применению. Книги Шарпа переведены на десятки языков и широко используются как практические пособия по организации ненасильственных протестов.
Вместе с тем, Джин Шарп совместно с Брюсом Дженкинсом развили теорию сопротивления путчам, организованным по методам ненасильственной борьбы. В данном ключе методология «ненасильственных» действий используется противоположным образом — для сохранения политического порядка.
Научная работа над теорией ненасильственного сопротивления ведётся и в России.

## Эффективность
Как показали исследования политолога Эрики Ченовет, ненасильственное сопротивление — наиболее эффективный способ вынуждения правящих элит к преобразованиям и уступкам. Мария Стефан и Эрика Ченовет проанализировали данные обо всех крупных насильственных и ненасильственных кампаниях с 1900 по 2006 год и сделали вывод, что политические преобразования в результате ненасильственных протестов в 57 % случаев были демократическими, тогда как после вооружённых восстаний переход к демократии происходил только в 6 % случаев. При этом ненасильственное сопротивление достигало своих целей в 53 % случаев по сравнению с 26 % успеха насильственных действий, то есть в два раза чаще. После 2010 года показатели успеха ненасильственных протестов снизились. Некоторые исследования утверждают, что эффективность мирных протестов примерно вдвое превышает эффективность протестов с применением насилия; а для успеха необходимо участие в протестах 3,5 % населения страны.